# Шаошань
Шаоша́нь (кит. упр. 韶山, пиньинь Sháoshān) — городской уезд городского округа Сянтань провинции Хунань (КНР). Малая родина Мао Цзэдуна.

## История
Со времён империи Суй эти места входили в состав уезда Хэншань (衡山县), который во времена империи Тан был в 749 году переименован в Сянтань.
В 1949 году был образован Специальный район Чанша (长沙专区), власти которого разместились в уезде Сянтань. В 1952 году Специальный район Чанша был переименован в Специальный район Сянтань (湘潭专区).
В декабре 1968 года, чтобы оказать уважение родине Мао Цзэдуна, район Шаошань (韶山区) был выделен из уезда Сянтань и перешёл в прямое подчинение властям провинции Хунань.
12 января 1981 года район Шаошань провинции Хунань был понижен в статусе, вновь войдя в состав уезда Сянтань.
В 1984 году район был опять выделен из состава уезда Сянтань, перейдя в подчинение властям городского округа Сянтань.
Постановлением Госсовета КНР от 26 декабря 1990 года район Шаошань был преобразован в городской уезд.

## Административное деление
Городской уезд делится на 2 посёлка и 2 волости.

## Города-побратимы
- Видное, Российская Федерация